# سونگ سه-را
سونگ سه-را (انگلیسی: Song Se-ra؛ زادهٔ ۶ سپتامبر ۱۹۹۳) شمشیرباز اهل کره جنوبی است.
وی در مسابقات کشوری و بین‌المللی در مجموع برندهٔ ۱ مدال نقره شده‌است.